# Май, Хеннинг
Хеннинг Май (нем. Henning May / Henning Gemke  13 января 1992, место проживания Берлин, Германия — немецкий музыкант, автор текстов, солист группы AnnenMayKantereit.

## Биография
Хеннинг Май родился в городе Бремен 13 января 1992 года. Позднее они с отцом и старшим братом переехали в Кёльн. В 2012 году Кристофер Аннен /Christopher Annen/, Хеннинг Май /Henning May/ и Зеверин Кантерайт /Severin Kantereit/ основали группу АнненМайКантерайт AnnenMayKantereit. Отличительной чертой группы является глубокий с хрипотцой голос Хеннинга.
Группа обрела популярность после выхода альбома "Alles nix Konkretes", записанного на лейбле Vertigo Berlin. Альбом долгое время занимал первые места в немецких и австрийских чартах.
В 2015 году Хеннинг Май участвовал в записи заглавного трека альбома Hurra die Welt geht unter группы K.I.Z. Сингл достиг 31 строчки в немецких чартах.
В 2019 году вместе с рэп-исполнительницей Юю Хеннинг выпустил сингл Vermissen. Трек принёс Маю и Юю премию 1LIVE-Krone в категории «Лучший сингл».
В 2017 году Май озвучил троля Штейна в детской игре «Всадник дракона - Миссия на вулкане». В феврале 2020 года озвучил аудиокнигу «Die drei ??? und der seltsame Wecker». Запись состоит из 100 треков длиной 1,5 - 3,5 минуты.
Хеннинг Май также занимается политической и общественной деятельностью. Он поддерживает, среди прочего, движение Fridays for Future и является членом партии Союза 90/Зелёные. В 2020 году выступал на юбилейных торжествах партии в Берлине , регулярно принимает участие в мероприятиях партии.

## Дискография
Участия на релизах других исполнителей
- 2015: K.I.Z. — Hurra die Welt geht unter на альбоме Hurra die Welt geht unter
- 2019: Juju — Vermissen на альбоме Bling Bling

### В составе AnnenMayKantereit
Альбомы
- 2013: AMK (записан самостоятельно, в данное время не распространяется официально)
- 2015: Wird schon irgendwie gehen (мини-альбом 5 треков) — CD и LP
- 2016: Alles Nix Konkretes (12 треков) — CD и LP
- 2018: Schlagschatten (14 треков) — CD и LP Vertigo Berlin, under exclusive license to Universal Music GmbH 07.12.2018
- 2020: 12 (16 треков) — CD и LP Vertigo Berlin, under exclusive license to Universal Music GmbH 16.11.2020

Синглы
Pocahontas; Barfuß am Klavier; Nicht Nichts; Es geht mir gut; 3.Stock; Wohin du gehst; Sometimes I like to lie; Weiße Wand; Marie; Ich geh heut nicht mehr tanzen; Hinter klugen Sätzen; So laut, so leer; Tommi; Zukunft; Ausgehen

## Награды
- 1LIVE Krone 2019: «Лучший сингл» трек Missing (совместно с Juju)[14]
- 2015: «Bester Song National» — трек Hurra die Welt geht unter (совместно с K.I.Z))[15]
- 2019: «Bester Song National» ‐ трек Vermissen (совместно с Juju)[16]